# 八王子市こども科学館
八王子市こども科学館（はちおうじしこどもかがくかん）は、東京都八王子市にある科学館である。
愛称は「サイエンスドーム八王子」だったが、コニカミノルタとのネーミングライツ締結に伴い、2013年8月から3年間「コニカミノルタ サイエンスドーム」という名称が使われている。

## 概要
- 東京都八王子市にあるバリアフリー設備の整った科学館。1階ではプラネタリウムがあるほか、ボールコースターといったゲームで遊べる。2階では八王子市でみられる動物のはく製が展示されているほか、会議室ではイベントが開かれる。また、休憩スペースも完備されている（それ以前は再入館を申請せざるを得なかった）。
- 年に4回、鉄道模型のイベントが開催されるほか、毎年9月には芝学園によるライブスチームの運転会が開かれる。
- 屋外には、八王子市の地形の断面図と、地下鉄丸ノ内線で使用されていた500形車両、通称「流星号」が保存されている（その車両は1997年までは京王堀之内駅前に保存されていた）。

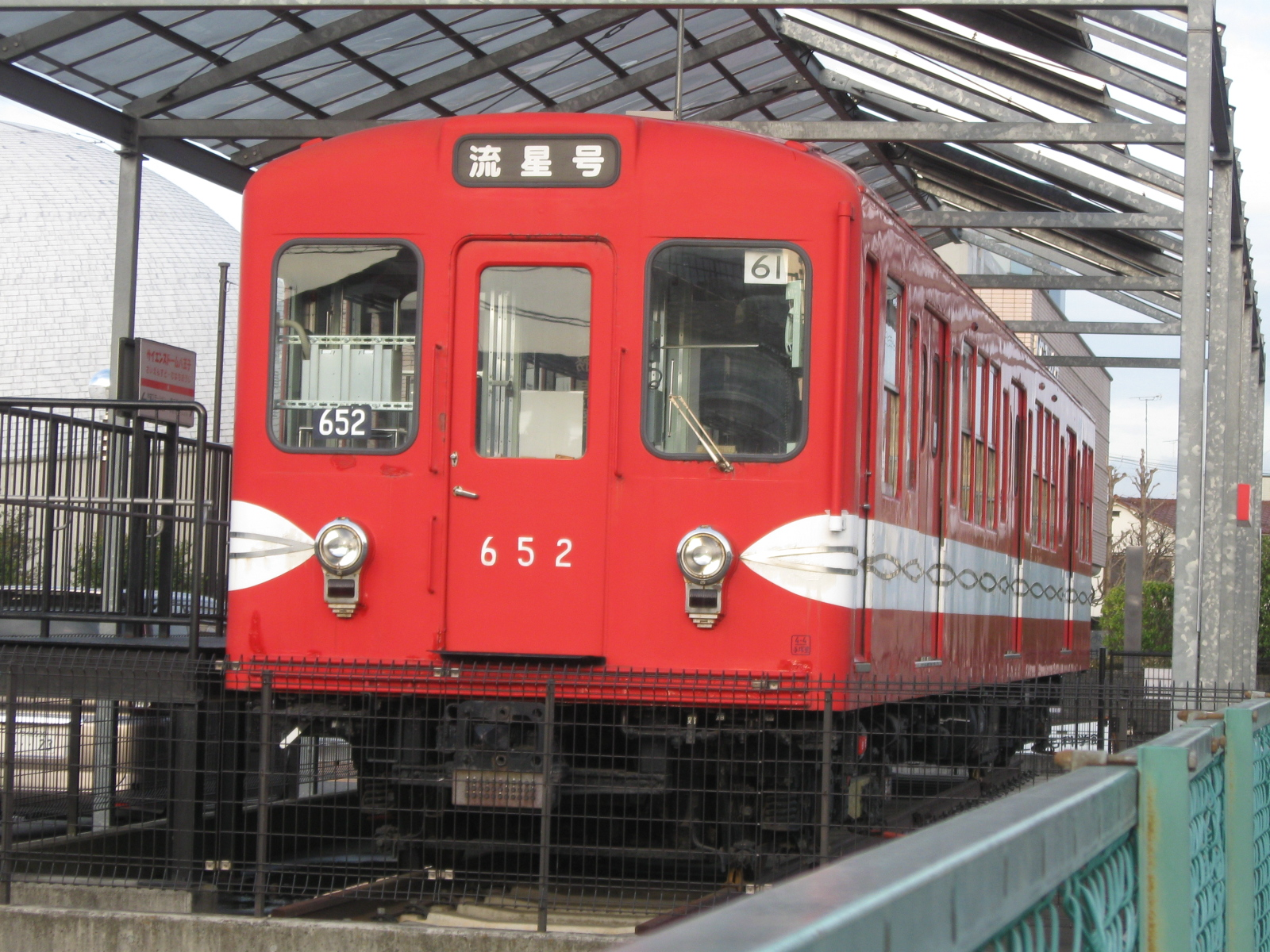
652号車
（2010年04月10日 / 八王子市こども科学館）

- 2016年から2017年にかけてリニューアル工事が行われ、その間にプラネタリウムの機械の更新や、展示物の刷新並びに追加が行われた。

### 営業時間
休館日について
毎週月曜日は休館日（月曜日が祝祭日の場合は、その翌日・翌々日が休館日となる）。
年末年始、その他プラネタリウム番組入れ替え期間など、休館となる場合がある。
開館時間
春休み・夏休み・冬休み期間 ⇒ 一般・団体ともに午前10時から午後5時
上記期間以外
火曜日から金曜日　　一般⇒ 正午から午後5時　（※午前9時から正午は団体専用）
土曜・日曜・祝日・休日・10月1日（都民の日）⇒　一般・団体ともに午前10時から午後5時

### 入館料およびプラネタリウム観覧料
- 毎週土曜日と5月5日は、こども料金（入館料・プラネタリウム観覧料）が無料。
- 3歳以下の幼児は無料で入館・観覧できる。
- 障害者手帳、愛の手帳等を所有する入館者は、本人と付添者1名までが無料。
- 入館券は、発券当日に限り、再入館可能。
- プラネタリウムの観覧には、入館料と観覧料がそれぞれ必要となる。投影1回限り有効となっており、途中入場は安全上の理由でできない。

個人利用での料金
- 入館料は、こども（4歳から中学生） 100円、大人（高校生以上） 200円。
- プラネタリウム観覧料（1回につき）は、こどもが150円で、大人が500円。
- 入館料と観覧料（1回分）セット券は、大人650円·こども200円

団体利用での料金（有料となる入館者が30名以上の場合に適用)
- 入館料はこども（4歳から中学生）80円、大人（高校生以上）160円。
- プラネタリウム観覧料（1回につき）は、こどもが120円で、大人が400円。

予約などの受付はこの人数以下であっても行っている。

入館年間パスポート
大人600円　　こども300円

　入館·観覧セット年間パスポート
　 大人1950円　　こども600円

なお、年間パスポートではトワイライトプラネタリウム等一部利用不可イベントがあります

## アクセス
- JR八王子駅ないしは京王八王子駅から西東京バスに乗りサイエンスドーム下車徒歩5分。バスに乗らずに徒歩で行くと30分かかる。